# Desa Cibogo (administrativ by i Indonesien, lat -6,81, long 107,62)
Desa Cibogo är en administrativ by i Indonesien.   Den ligger i provinsen Jawa Barat, i den västra delen av landet, 110 km sydost om huvudstaden Jakarta.